# رابرت اسمیتسون

رابرت اسمیتسون هنرمند آمریکایی است که برای کار در هنر زمینی مشهور شد.

## اسکله حلزونی

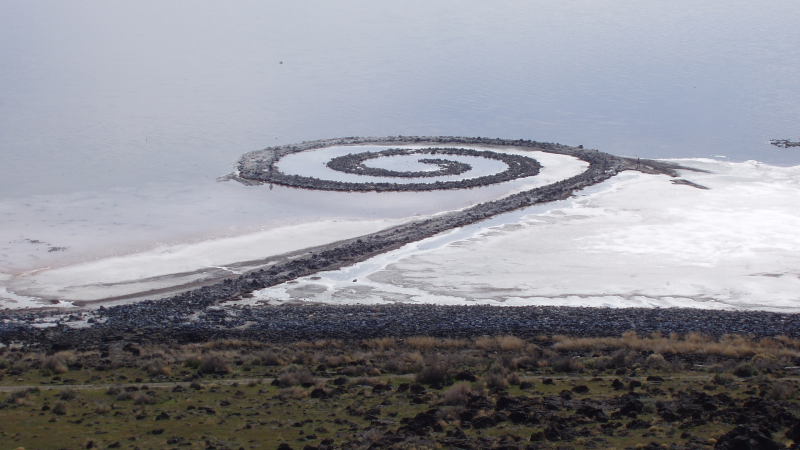
اسکله حلزونی - ۱۹۷۰

اسمیتسون اسکله حلزونی را در سال ۱۹۷۰ ساخت. این اثر در واقع جاده‌ای سنگی است، که از کنار ساحل تپه‌ای حرکت و در کرانه برکه بزرگ نمک در خلیج یوتا به صورت مارپیچ یک حلزون شکل میگیرد، به نحوی که شکل اسپیرال به‌طور کامل از ارتفاع بالای زمین قابل رویت است. نکته جالب توجه دراین پروژه، این است که؛ مکان آن تدریجاً در حال حرکت است. چون سطح آب برکه بالا آمده و جاده را در بر می‌گیرد. بنابراین کل اثر در حال حاضر تنها به مدد عکس‌ها قابل شناسایی است و چهره امروزیش به کلی نسبت به چهره اولیه دگرگون شده‌است.